# دارن شان
دارن اوشانسی (به انگلیسی: Darren O'Shaughnessy) (متولد ۲ ژوئیه ۱۹۷۲)، یک نویسندهٔ ایرلندی است که معمولاً تحت تخلص دارن شان می‌نویسد.

## زندگی
وی در سه سالگی مدرسه را آغاز کرد، او بسیار ناآرام بود به همین دلیل هیچ مهد کودکی او را قبول نمی‌کرد. در ۶ سالگی با خانواده خود به ایرلند مهاجرت کرد. او پس از گذراندن دوره کالج، دو سال در یک شبکه تلویزیونی به کار پرداخت و پس از آن برای همیشه فقط نوشت. ظهور دارن شان با کتاب Ayuamarca آغاز شد که در سال ۱۹۹۹ به فروش رفت. او در ژانویه ۲۰۰۰ کتابی برای کودکان با نام سیرک عجایب نوشت. او این کتاب را بیشتر برای سرگرمی نوشت و با دو کتاب دیگر که برای بزرگسالان نوشته بود، روانه بازار کرد اما این کتاب بسیار مورد توجه قرار گرفت خصوصاً، وقتی که کمپانی برادران وارنر پیشنهاد ساخت فیلمی بر مبنای این کتاب را داد. او که پیش‌بینی این فروش را نمی‌کرد نویسندگی را ادامه داد ولی برای کودکان! در طول ۵ سال او ۱۱ کتاب دیگر این مجموعه را نوشت. این کتاب‌ها در ۲۸ کشور و به ۲۰ زبان ترجمه شد و حدود ۸٫۹ میلیون فروش رفت. برادران وارنر هیچ وقت فیلم هیچ‌کدام از کتاب‌ها را نساخت و اجازهٔ ساخت فیلم دوباره به دارن شان بازگشت. در سال ۲۰۰۵ دارن شان اجازه ساخت فیلم‌ها را به کمپانی یونیورسال استودیو فروخت.

## علاقه‌مندی‌ها
دارن شان علاقه شدیدی به کتاب‌های کمیک، فوتبال، شنا، موزیک پاپ و راک و پیاده‌روی دارد. مسافرت به نقاط مختلف جهان و دیدن خواب‌هایی که راه‌های جدیدی برای خشکاندن خوانندگان در پیش روی دارن قرار می‌دهد هم از علاقه‌های اوست.

### حماسهٔ دارن شان
همچنین به عنوان مجموعهٔ «سیرک عجایب» شناخته می‌شود.

#### سه‌گانهٔ خون خون‌آشام
1. سیرک عجایب (شابک ‎۰۳۱۶۶۰۵۱۰۷)
2. دستیار یک خون‌آشام (شابک ‎۰۳۱۶۹۰۵۷۲۰/شابک ‎۰۳۱۶۶۰۶۸۴۷)
3. تونل‌های خون (شابک ‎۰۳۱۶۶۰۷۶۳۰)

#### سه‌گانهٔ آداب خون‌آشام
1. کوهستان خون‌آشام (شابک ‎۰۳۱۶۹۰۵۷۴۷)
2. آزمون‌های مرگ (شابک ‎۰۳۱۶۶۰۳۹۵۳)
3. شاهزادهٔ خون‌آشام (شابک ‎۰۳۱۶۰۰۰۹۷۳)

#### سه‌گانهٔ نبرد خون‌آشام
1. شکارچیان غروب (شابک ‎۰۳۱۶۰۰۰۹۸۱)
2. همدستان شب (شابک ‎۰۰۰۷۵۰۶۴۲۲)
3. قاتلان سحر (شابک ‎۰۳۱۶۱۰۶۵۴۲)

#### سه‌گانهٔ سرنوشت خون‌آشام
1. دریاچهٔ ارواح (شابک ‎۰۳۱۶۰۱۶۶۵۹)
2. ارباب سایه‌ها (شابک ‎۰۳۱۶۱۵۶۲۸۰)
3. پسران سرنوشت (شابک ‎۰۳۱۶۰۱۶۶۴۰)

### دموناتا(نبرد با شیاطین)
1. لرد لاس (۲۰۰۵)
2. دزد شیطانی (۲۰۰۵)
3. اسلاتر (۲۰۰۶)
4. بک (۲۰۰۶)
5. دیو همخون (۲۰۰۷)
6. رستاخیز شیطان (۲۰۰۷)
7. سایهٔ مرگ (۲۰۰۸)
8. جزیرهٔ گرگ (۲۰۰۸)
9. نجوای تاریکی (۲۰۰۹)
10. دلاوران جهنم (۲۰۰۹)

### سه‌گانهٔ شهر
1. تجارت مرگ
2. افق دوزخ
3. شهر مارها[۳]

### حماسهٔ لارتن کرپسلی
یک مجموعه از چهار جلد کتاب است که شامل ۲۰۰ سال از زندگی لارتن کرپسلی می‌شود، خون‌آشامی که اولین بار در سیرک عجایب به خوانندگان معرفی شد.
1. تولد یک قاتل (۲۰۱۰)
2. اقیانوس خون (۲۰۱۱)
3. قصر نفرین‌شدگان (۲۰۱۱)
4. برادر تا پای مرگ (۲۰۱۲)

### زام-بی
1. زام-بی (۲۰۱۲)
2. زیرزمین (۲۰۱۳)
3. شهر (۲۰۱۳)
4. فرشتگان (۲۰۱۳)
5. بچه (۲۰۱۳)
6. گلادیاتور (۲۰۱۴)
7. مأموریت (۲۰۱۴)
8. قبایل (۲۰۱۴)
9. خانواده (۲۰۱۴)
10. عروس (۲۰۱۵)
11. فراری (۲۰۱۵)[۴]
12. الهه (۲۰۱۶)[۴]

یک رمان کوتاه با عنوان سیرک، که بین گلادیاتور و مأموریت قرار می‌گیرد، در ۲۷ آوریل ۲۰۱۴ منتشر شد. این کتاب رسماً کتاب ۶.۵ در گاهشماری مجموعه است.

### آرچیبالد لوکس
در تاریخ ۲ آوریل ۲۰۲۰، شان اعلام کرد که وی چند روز قبل،سه کتاب را در سکوت به صورت دیجیتالی منتشر کرده است، که جلد اول آرچیبالد لوکس را تشکیل می دهند.
1. شاه‌دخت گمشده
2. آرچیبالد لوکس و پل بین جهان‌ها
3. آرچیبالد لوکس و ملکهٔ سوانپان
4. آرچیبالد لوکس و رأی اتحاد

### کتاب‌های تک‌جلدی
- کویاسان

یک رمان کوتاه است که برای روز جهانی کتاب در انگلیس در سال ۲۰۰۶ منتشر شد. نسخه شومیز این کتاب دیگر چاپ نمی‌شود، اما نسخه الکترونیکی آن از طریق کیندل در فروشگاه‌های آمازون در سراسر جهان موجود است. همچنین در چندین کشور دیگر ترجمه و منتشر شده است.
- جلاد لاغر

یک رمان تنها، جلاد لاغر در آوریل ۲۰۱۰ منتشر شد. بخشی از آن با الهام از ماجراهای هاکلبری فین است و در یک دنیای خیالی و وحشیانه بنا شده است، که جزئیات سفر خطرناک جیبل، پسر لاغر یک جلاد محترم را شرح می‌دهد، که در تلاش برای درخواست شکست‌ناپذیری از خدای آتش است، تا بتواند جانشین پدرش شود. شان اظهار داشته است که این کتاب، مورد علاقه وی از بین تمام کتاب‌هایی است که وی نوشته است.
- بانوی سایه‌ها

بانوی سایه ها در ۳۰ اوت ۲۰۱۲ در انگلیس و ایرلند منتشر شد. این کتاب در مورد نویسنده‌ای است که داستان‌های ترسناک در مورد ارواح می‌نویسد.
- خیر و شر
- آفتاب‌سوختگی
- مکانی دیگر
- پایان چلهٔ تابستان
- فاحشه‌ها داغ دوسش دارند

### داستان‌های کوتاه
- هاگوروسان
- آلن مور جوان
- درخت کشتی خوب
- زندگی یک ساحل است
- بیانیه و ما چه کسانی هستیم
- داستان‌های کوتاه مرتبط با حماسهٔ دارن شان